# Кошаркашка репрезентација Бугарске
Кошаркашка репрезентација Бугарске представља Бугарску на међународним кошаркашким такмичењима.

## Учешће на међународним такмичењима

### Олимпијске игре
| Година | Турнир            | Позиција |
| ------ | ----------------- | -------- |
| 1952.  | Четвртфинале      | 7.       |
| 1956.  | Четвртфинале      | 5.       |
| 1960.  | Прелиминарна фаза | 16.      |
| 1968.  | Прелиминарна фаза | 10.      |

### Светска првенства
| Година | Турнир        | Пласман |
| ------ | ------------- | ------- |
| 1959.  | Последња фаза | 7.      |

### Европска првенства
| Година             | Позиција              |
| ------------------ | --------------------- |
| 1935. Швајцарска   | 8.                    |
| 1947. Чехословачка | 8.                    |
| 1951. Француска    | 4.                    |
| 1953. СССР         | 9.                    |
| 1957. Бугарска     | 2.                    |
| 1959. Турска       | 5.                    |
| 1961. Југославија  | 3.                    |
| 1963. Пољска       | 5.                    |
| 1965. СССР         | 5.                    |
| 1967. Финска       | 4.                    |
| 1969. Италија      | 7                     |
| 1971. Немачка      | 6.                    |
| 1973. Шпанија      | 6.                    |
| 1975. Југославија  | 5.                    |
| 1977. Белгија      | 6.                    |
| 1979. Италија      | 11.                   |
| 1985. Француска    | 9.                    |
| 1989. Југославија  | 7.                    |
| 1991. Италија      | 8.                    |
| 1993. Немачка      | 16.                   |
| 2005. СЦГ          | 13.                   |
| 2009. Пољска       | 13.                   |
| 2011. Литванија    | 13.                   |
| 2013 - 2017.       | Није се квалификовала |
| 2022.              | 20.                   |